# Amakusa Shirō
Nota: Se você procura pelo personagem da série de videogame Samurai Shodown, veja Amakusa Shiro Tokisada (Samurai Shodown).
Amakusa Shirō (天草 四郎), também conhecido como Masuda Shirō Tokisada (益田 時貞) (1621? - 12 de abril de 1638) foi um ronin japones, líder da Rebelião Shimabara.

## Biografia
Nasce na região da hodierna Kami-Amakusa, filho de Jinbei Masuda  Masuda Jinbei (益田甚兵衛), um ronin convertido ao catolicismo. O cativante adolescente era conhecido pelos seus seguidores como “mensageiro do céu”. A ele foram atribuidos poderes milagrosos.
Shiro, com apenas dezesseis anos, torna-se líder da  Rebelião Shimabara, escolhido entre os outros quatro ronin que participaram da insurreição, por uma profecia atribuída a São Francisco Xavier, encontrada no texto deixado por um missionário jesuíta, expulso do Japão vinte e cinco anos antes, e contida em uma poesia onde se dizia que chegaria um rapaz "ame no tsukai" (em português "enviado do céu") que teria evangelizado o Japão.
Tomando conhecimento da revolta, o xogunato enviou tropas do Daimiô Itakura Shigemasa que,  para tentar deter a revolta, aprisionou e torturou a mãe e as irmãs de Shiro, o qual decide entrincheirar-se  dentro do castelo de Hara e combater o Daimiô com a ajuda dos camponeses católicos que o seguiam. No castelo se encontravam mais de 37.000 pessoas, sendo que cerca da metade era composta por esposas e filhos dos “soldados” que defenderam o castelo com armas leves, contra um exército regular composto por mais de 125.000 soldados comandados por Itakura Shigemasa e por Matsudaira Nobutsuna, este último, homem de confiança do xogum Iemitsu, veio a substituir o primeiro depois de sua morte, que se deu durante um confronto com os insurretos. Shiro conseguiu defender-se por muito tempo, derrotando os adversários, inclusive conseguindo a morte de Itakura Shigemasa. Matsudaira Nobutsuna, sucendendo Itakura Shigemasa, decidiu aproveitar-se de seus aliados holandeses, fazendo-os destruir, com suas embarcações, os muros do castelo e em fim ensejando uma batalha final, onde Matsudaira Nobutsuna conseguiu derrotar os insurretos liderados por Shiro, visto que esses estavam cansados, com fome e sem munição. Amakusa e todos aqueles que estavam no castelo, incluidos as mulheres e crianças, foram decaptados. A cabeça do jovem ronin ficou exposta, sobre uma estaca, em Nagasaki como advertência aos rebeldes católicos.